# Antônio Augusto Ferreira
Antônio Augusto Ferreira (São Sepé, 16 de maio de 1935 — Santa Maria, 17 de março de 2008) foi um poeta e letrista brasileiro.
Era membro da Academia Rio-Grandense de Letras, ocupando a cadeira 28, que tem como patrono o João Belém e tinha como ocupante anterior o teatrólogo, jornalista e escritor Edmundo Cardoso, morto em 2002, e da Academia Santa-Mariense de Letras.
Em 1980, ganhou a Calhandra de Ouro da 10ª Califórnia da Canção Nativa de Uruguaiana com a música Veterano, que foi escrita junto com Ewerton dos Anjos Ferreira, para um sobrinho, vítima de um acidente. A canção foi interpretada por Leopoldo Rassier e Os Serranos.
Em 2001 ganhou o Troféu Negrinho do Pastoreio da poesia campeira do governo do Estado.
Durante 12 anos Tocaio Ferreira, como também era conhecido, conviveu com o mal de Parkinson, mas foi o avanço de um tumor no cérebro a causa de sua morte.

## Discografia
- Entardecer
- Guitarra (c/ Ewerton dos Anjos)
- Sanga (c/ Ewerton dos Anjos)
- Veterano